# Masjakazaur
Masjakazaur (Masiakasaurus) – rodzaj teropoda należącego do grupy abelizauroidów. Gatunek typowy, M. knopfleri, został nazwany na cześć muzyka Marka Knopflera. Masiakasaurus knopfleri żył na Madagaskarze w późnej kredzie (mastrycht, 70–66 mln lat temu). Według odkrywców słuchając muzyki Knopflera zawsze znajdowali oni więcej skamieniałości.

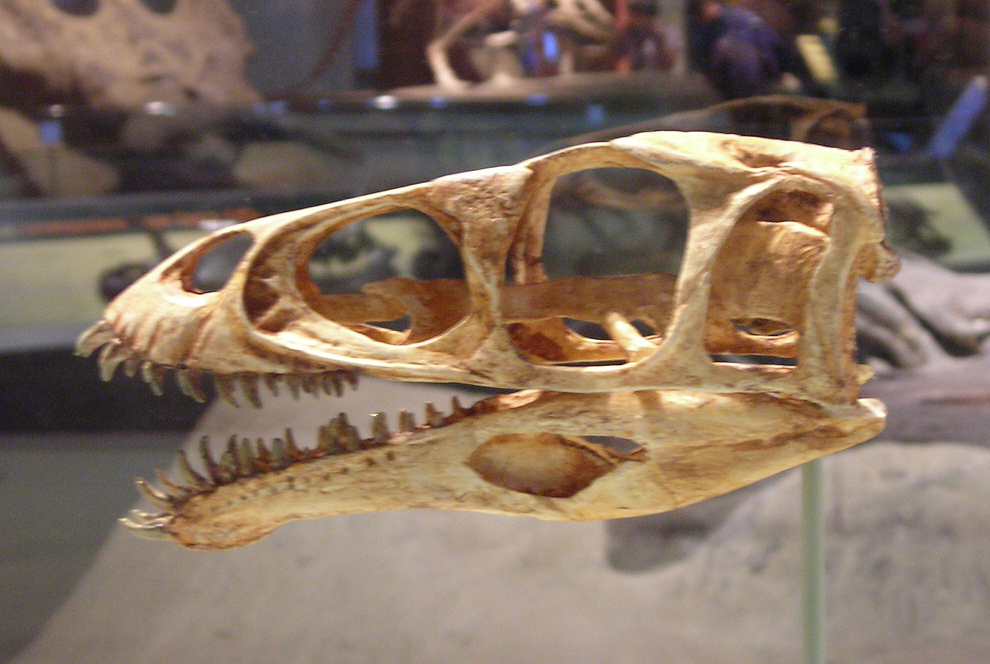
Czaszka w Muzeum Historii Naturalnej w Chicago

M. knopfleri był małym drapieżnym dinozaurem z długim ogonem i szyją poruszającym się na dwóch nogach. Całkowita długość ciała wynosiła ok. 1,8 m. Sampson i współpracownicy (2001) spostrzegli podobieństwo masjakazaura do niewielkich ceratozaurów Noasaurus i Laevisuchus. Rok później ci sami autorzy, po dokładnym opisaniu osteologii Masiakasaurus, na podstawie przeprowadzonej analizy kladystycznej zasugerowali, że te trzy rodzaje tworzą klad Noasauridae wewnątrz Abelisauroidea. Później odnaleziono także kolejne skamieniałości. Łącznie znane jest około 65% szkieletu Masiakasaurus knopfleri, co czyni z niego najlepiej poznany gatunek Noasauridae.
Masjakazaur miał długą i niską czaszkę. Zęby osadzone w kościach przedszczękowych i zębowych są nachylone ku przodowi i wystające poza pysk. Kości czołowe są płaskie i nieornamentowane, w przeciwieństwie do kości łzowych i zaoczodołowych. Puszka mózgowa przypomina tę u abelizaurów, jednak jest w większym stopniu spneumatyzowana. Stosunkowo długa szyja przechodzi w tułów bez większych zmian w proporcjach. Kość krzyżowa składa się z sześciu kręgów. W budowie stóp nie występują specjalizacje lokomotoryczne.